# Riksväg 17
Der Riksväg 17 ist eine schwedische Fernverkehrsstraße. Die Straße verläuft auf einer Länge von 46 km von Landskrona in Schonen über Eslöv zum Europaväg 22.

## Verlauf
Die Straße verläuft in generell west-östlicher Richtung. Sie beginnt am autobahnähnlich ausgebauten Europaväg 6 und endet südlich des Östra Ringsjön am ebenfalls autobahnartig ausgebauten Europaväg 22 in der Eslövs kommun. 